# Leonardo Prudente
Leonardo Moreira Prudente (Goiânia, 16 de agosto de 1960) é um geólogo, empresário e político brasileiro. Integrou a Câmara Legislativa do Distrito Federal entre 2001 a 2010, durante sua terceira, quarta e quinta legislaturas. Foi presidente do legislativo distrital entre 2009 e 2010, quando renunciou diante do escândalo político causado pelas descobertas da Operação Caixa de Pandora.

## Biografia
Goiano, Prudente graduou-se em geologia pela Universidade de Brasília (UnB). Um de seus filhos, Rafael, foi eleito deputado distrital e, em 2018, assumiu a presidência da Câmara Legislativa.
No Distrito Federal, Prudente estabeleceu empresas que atuaram no ramo da segurança privada. As empresas, também geridas por seus filhos, mantiveram contratos milionários com diferentes gestões do executivo distrital.
Na eleição de 1998, Prudente se candidatou à Câmara Distrital pelo Partido do Movimento Democrático Brasileiro (PMDB). Com 4.684 votos, ou 0,46%, alcançou a suplência. Em 2001, acabou assumindo o mandato, no decorrer da terceira legislatura. Nas eleições seguintes, em 2002 e 2006, foi reeleito com 13.459 votos (1,09%) e 18.624 (1,40%), respectivamente. Neste último processo eleitoral já estava filiado ao Partido da Frente Liberal (PFL).
Na Câmara Legislativa, Prudente integrou as comissões de Defesa dos Direitos Humanos, Cidadania, Ética e Decoro Parlamentar e a de Segurança. Em 2008, foi eleito por seus pares para a presidência da casa, como candidato de consenso. Foi empossado no cargo em 1º de janeiro de 2009.
Em fevereiro 2010, Prudente renunciou ao cargo de deputado distrital diante da Operação Caixa de Pandora, no âmbito do mensalão do DEM, em que foi filmado por Durval Barbosa colocando propina no paletó e nas meias. No âmbito da mesma investigação, também ficou conhecido por participar, em um dos vídeos, da "Oração da propina", iniciada pelo deputado Júnior Brunelli para pedir a proteção divina contra inimigos políticos. Prudente se defendeu afirmando que o dinheiro era destinado a "ajuda financeira não contabilizada" para a campanha de 2006.
Após deixar o cargo, Prudente passou a se dedicar às suas empresas. Uma delas, a 5 Estrelas Sistema de Segurança, manteve nos anos seguintes contratos com o executivo distrital. Em 2016, em ação de improbidade administrativa referente ao mensalão do DEM, foi condenado em primeira instância à perda dos direitos políticos e ao pagamento de multa, sendo julgado culpado pelo crime de improbidade administrativa e enriquecimento ilícito. Em 2018, o Tribunal de Justiça do Distrito Federal e Territórios manteve a condenação, ordenando que devolvesse R$ 2 milhões aos cofres públicos e, a título de indenização por danos morais coletivos, pagasse outros R$ 2 milhões.